# مجلس القانون الأسترالي
مجلس القانون الأسترالي (Law Council of Australia) هي جمعية ونقابة للمحامين في ولايات وأقاليم أستراليا تأسست عام 1933، كما تعد الهيئة العليا التي تمثل مهن القانون في أستراليا. يمثل مجلس القانون أكثر من 65000 محامٍ عبر أستراليا ولها قاعدتها الوطنية في كانبيرا.